# 屈斯特林巴赫河

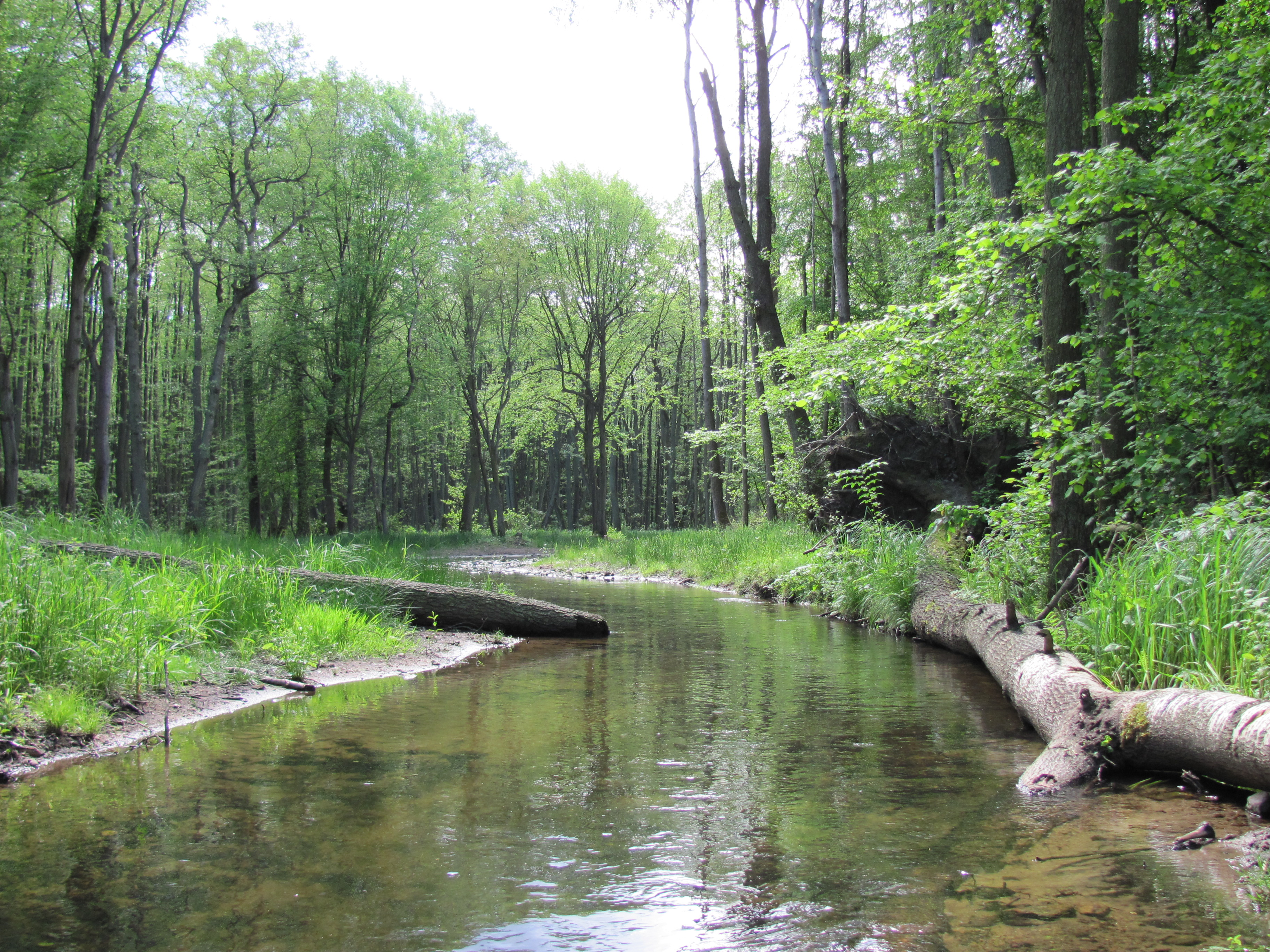
屈斯特林巴赫河

53°12′59.4″N 13°19′44.3″E / 53.216500°N 13.328972°E
屈斯特林巴赫河（德語：Küstriner Bach），是德國的河流，位於該國東北部，由勃蘭登堡州負責管轄，處於利興東北面，河道全長7公里，發源自大屈斯特林湖。